# Bernhard von Bülow

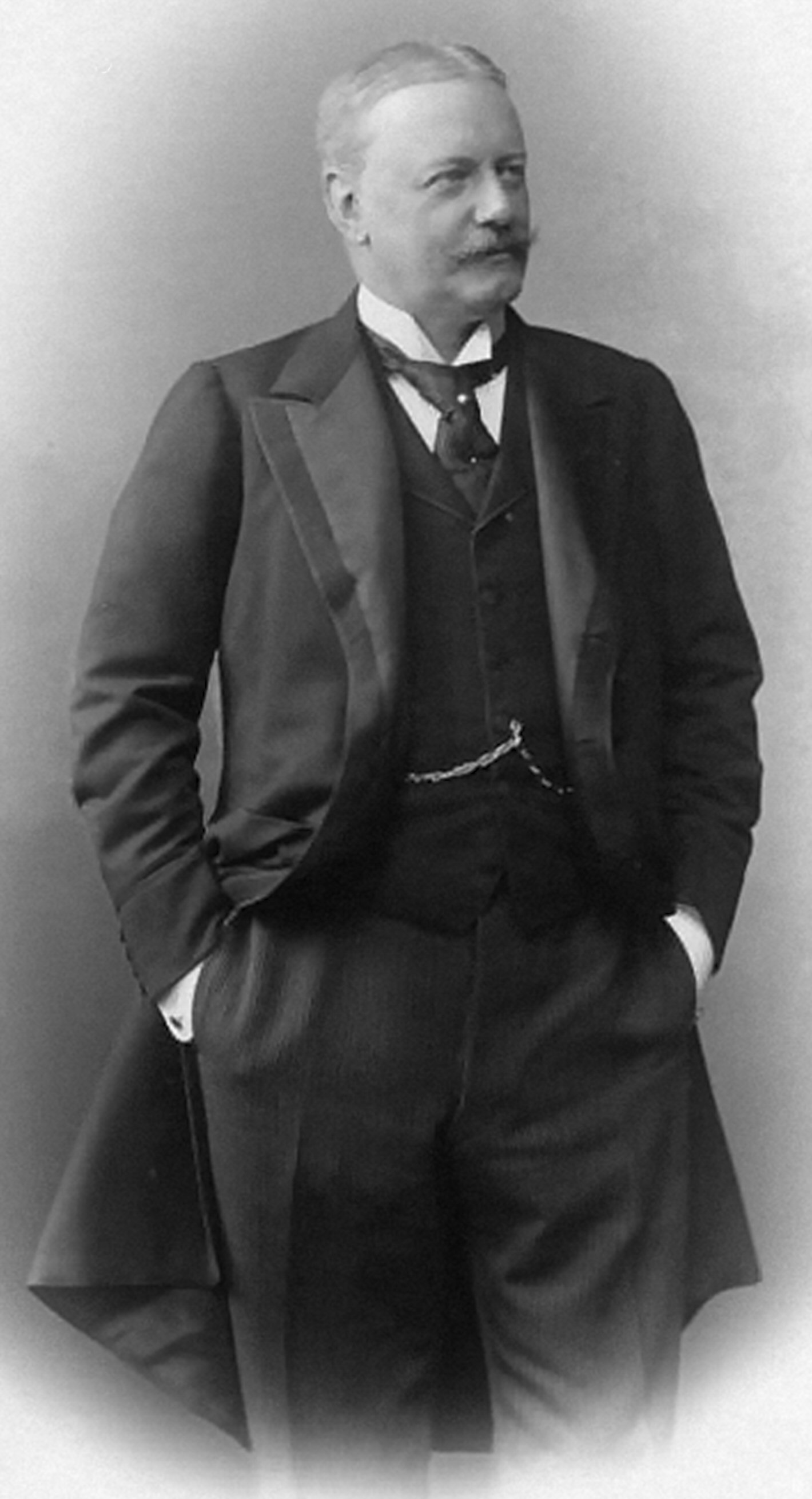
Bernhard von Bülow (1895)

Bernhard Heinrich Martin Karl von Bülow, ab 1899 Graf, ab 1905 Fürst von Bülow (* 3. Mai 1849 in Klein Flottbek; † 28. Oktober 1929 in Rom), war ein deutscher Politiker und Staatsmann. Seit 1897 war er Staatssekretär des Auswärtigen Amtes und von Oktober 1900 bis Juli 1909 Reichskanzler des Deutschen Kaiserreichs.
Bülow machte eine Karriere als Diplomat. Als Staatssekretär hatte er im Kaiserreich ein Amt inne, das in etwa einem heutigen Minister entsprach. Schon in dieser Zeit entwickelte er sich zur führenden Person in der Reichsleitung. Dem Reichskanzler Bülow gelang es, sowohl mit dem Kaiser als auch mit den verschiedenen Parteien des Reichstags zusammenzuarbeiten. Außenpolitisch vermied er wohl den Ausbruch eines Krieges, trug aber Mitschuld an der Verschlechterung des Verhältnisses vor allem zu Großbritannien.
Sein Vater Bernhard Ernst von Bülow war 1876–1879 ebenfalls Staatssekretär des Äußeren, sein Neffe Bernhard Wilhelm von Bülow (1885–1936) war von 1930 bis 1936 Staatssekretär und Vertreter des Außenministers.

## Leben

### Herkunft
Bernhard von Bülow wurde geboren als Sohn von Bernhard Ernst von Bülow (1815–1879) und dessen Frau Luise Victorine geb. Rücker. Sein Vater war Staatssekretär im Auswärtigen Amt unter Otto von Bismarck. Der Bruder seiner Mutter war der Hamburger Senator Alfred Rücker, sein Urgroßvater der Hamburger Senator Martin Johann Jenisch der Ältere. Sein Vetter ersten Grades war Wilhelm von Godeffroy, Teilhaber das Bankhauses Jenisch & Godeffroy, in dessen Berliner Stadtpalais in der Wilhelmstraße 59 Bülow lange gewohnt hatte. Godeffroy starb am 29. November 1904 und ermöglichte dem Vetter seiner Frau Bülow mit einem Extra-Vermächtnis von fünf Millionen Goldmark die Annahme des ersehnten Fürstentitels. Aus den Erträgnissen der Dr. jur. Wilhelm Martin v. Godeffroy Familien-Fideikommiss-Stiftung hat das Ehepaar Bülow dann lebenslang große Zuwendungen erhalten, „zur Aufrechterhaltung eines standesgemäßen Lebensstils“.
Die Familie von Bülow ist ein altes mecklenburgisches Adelsgeschlecht mit gleichnamigem Stammhaus im Dorf Bülow bei Rehna. Der Name Bülow wird erstmals bei der Grundsteinlegung des Ratzeburger Doms (1154) urkundlich erwähnt. Die Stammreihe beginnt mit Godofridus de Bulowe (1229). Viele Mitglieder der Familie brachten es im Staatswesen, beim Militär und in der Kirche zu hohen Ämtern oder machten sich um das Kulturleben verdient.

### Ausbildung und diplomatische Karriere

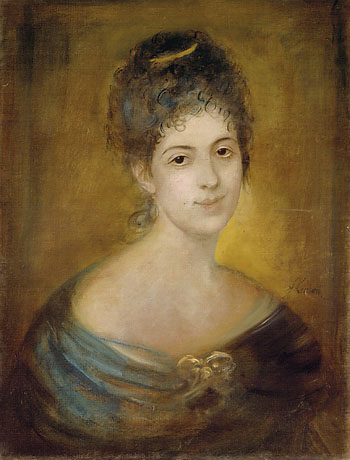
Maria von Bülow geb. Beccadelli di Bologna, Principessa di Camporeale, Jugendporträt gemalt von Franz von Lenbach, 1873.

Bernhard von Bülow besuchte Gymnasien in Frankfurt am Main und Neustrelitz und wechselte als Fünfzehnjähriger zum Pädagogium in Halle, wo er 1867 die Reifeprüfung bestand. An der Universität Lausanne, in Berlin und an der Universität Leipzig studierte er Jura, nahm als Freiwilliger im Husaren-Regiment „König Wilhelm I.“ Nr. 7 am Deutsch-Französischen Krieg 1870/71 teil.
Sein Regimentskommandeur Oberst Walter von Loë legte ihm eine Offizierslaufbahn nahe, wozu der Vater Anfang 1871 die Einwilligung erteilte. Am 15. November 1870 wurde Bülow zum Gefreiten befördert, am 18. Januar 1871 zum Fähnrich und schließlich am 8. März 1871 zum Leutnant. Nach Beendigung des Krieges und Rückkehr an den Regimentsstandort Bonn legte Bülow auf Druck seines Vaters im März 1872 an der Universität Greifswald das Referendarsexamen ab und schied am 11. Juni 1872 aus dem aktiven Militärdienst aus.
Am Landgericht und Bezirkspräsidium in Metz – Elsaß-Lothringen gehörte seit Ende des Deutsch-Französischen Krieges zum Deutschen Reich – bereitete er sich bis 1874 auf den Justiz- und Verwaltungsdienst vor. Danach trat er in den Auswärtigen Dienst ein. Auf Bülows diplomatische Karriere wirkte sich der Umstand begünstigend aus, dass sein Vater seit der gemeinsamen Tätigkeit im Bundestag in Frankfurt am Main mit Otto von Bismarck befreundet war. Als Legations- und Botschaftssekretär kam Bernhard von Bülow nach St. Petersburg und Wien, 1876 wurde er Attaché an der deutschen Botschaft in Rom, 1877 Geschäftsträger in Athen. Ab März 1878 war er an der deutschen Botschaft in Paris tätig, wo er im November zum Zweiten Sekretär ernannt wurde. Zwischenzeitlich war Bülow im Sommer 1878 dem Sekretariat des Berliner Kongresses zugeteilt. In Paris hatte er im Auftrag des Berliner Hofes die Familie des Bankiers Adolf Wilhelm von Kessler zu bespitzeln. Dort kam es zu einem Skandal, als Bülow vergeblich versuchte, dessen attraktive Frau Alice, die Mutter von Harry Kessler, in Abwesenheit ihres vielverreisten Ehemannes zu verführen. In seinen späteren Erinnerungen unterstellte er Adolf von Kessler, dieser habe die Schönheit seiner Frau gewinnbringend für seine geschäftlichen Interessen benutzt. Im August 1883 wurde er nach einer hausinternen Intrige Erster Sekretär an der Botschaft in Paris und wechselte im Juli 1884 als Botschaftsrat nach St. Petersburg. 1888 wurde er Gesandter in Bukarest und ging 1893 als Botschafter nach Rom.
1886 heiratete er Maria Beccadelli di Bologna, Prinzessin di Camporeale, eine italienische Adlige, die in vorheriger Ehe mit einem Grafen von Dönhoff-Friedrichstein verheiratet gewesen war. Die Ehe blieb kinderlos.

### Staatssekretär des Äußeren

Reichskanzler Bernhard von Bülow mit Ehefrau Maria im Jahre 1905 auf Norderney

1897 kehrte er nach Berlin zurück, wurde im Oktober 1897 unter Reichskanzler Chlodwig zu Hohenlohe-Schillingsfürst zum Staatssekretär des Äußeren ernannt und arbeitete in dieser Position drei Jahre lang im Auswärtigen Amt. Im ersten Amtsjahr leitete er die Verhandlungen mit China über die Pachtung von Kiautschou mit der später schnell emporblühenden Hafenstadt Tsingtau. In einer Reichstagsdebatte am 6. Dezember 1897 rechtfertigte er diese Erweiterung der Kolonialinteressen mit den Worten: „wir wollen niemand in den Schatten stellen, aber wir verlangen auch unseren Platz an der Sonne. In Ostasien wie in Westindien werden wir bestrebt sein […], ohne unnötige Schärfe, aber auch ohne Schwäche unsere Rechte und unsere Interessen zu wahren.“ Mit dieser Aussage vor dem Parlament verkündete er indirekt eine Abkehr von der Bismarckschen Ausgleichspolitik hin zu einem expansiven Kolonialismus.
In Berlin führte er die Verhandlungen mit Großbritannien und den Vereinigten Staaten, die zum Samoa-Abkommen von 1899 führten, das vorsah, dass das Deutsche Reich Westsamoa mit den beiden Hauptinseln Savaiʻi und Upolu mit dem Hafen Apia als Schutzgebiet zugeteilt erhielt. Außerdem leitete er 1899 die Verhandlungen, die zum Ankauf der seit 1565 zu Spanien gehörenden Inselgruppe der Marianen (mit Ausnahme von Guam, das an die Vereinigten Staaten von Amerika ging) und der ebenfalls spanischen Inselgruppe der Karolinen führten. Er förderte die Erschließung der Kolonien und den Handel mit Kolonialerzeugnissen. In seine Amtszeit als Staatssekretär des Äußeren fällt auch der Boxeraufstand in China im Jahr 1900.
Er hielt persönlichen Kontakt zu Philipp zu Eulenburg, einem Freund des Kaisers, der wesentlich dazu beitrug, Bülow als Kanzlerkandidaten aufzubauen. Bülow war ein Menschenkenner und stand in dem Ruf, auch auf Schmeicheleien zurückzugreifen, wenn dies Erfolg versprach. So schrieb er einmal an Eulenburg: „Er (der Kaiser) ist so bedeutend. Nach Friedrich dem Großen der bedeutendste Hohenzoller“, offenbar in der Erwartung, dass dieses Lob Kaiser Wilhelm II. – der für byzantinistische Schmeicheleien sehr zugänglich war – mitgeteilt würde.

### Reichskanzler

#### Ernennung
Am 17. Oktober 1900, nach dem Rücktritt Hohenlohes aus Altersgründen und weil Wilhelm II. gerade mit der Durchsetzung der Zuchthausvorlage im Reichstag gescheitert war, wurde Bülow Reichskanzler und preußischer Ministerpräsident. Kaiser Wilhelm II. setzte große Hoffnungen in ihn:

„Bülow soll mein Bismarck werden, und so wie dieser und mein Großvater Deutschland äußerlich zusammenhämmerten, so werden wir im Innern den Dreck des Parlaments- und Parteiapparats wegräumen.“

Als Kanzler verhielt sich Bülow gegenüber dem Kaiser loyal, kritisierte jedoch dessen „persönliche Politik“; allerdings ohne Erfolg.
Bülow war wie sein Berater Friedrich August von Holstein (1837–1909) überzeugt, dass das Deutsche Reich sich eine seiner Wirtschaftskraft entsprechende Außenpolitik der „freien Hand“ erarbeiten sollte, und unterstützte die von Alfred von Tirpitz vorgelegten Flottengesetze. Das Deutsche Reich war gegen Ende des 19. Jahrhunderts hinter Großbritannien und vor den Vereinigten Staaten die zweitgrößte Exportnation geworden, doch waren die deutschen Handelsschiffe, auf denen jährlich Waren im Wert von mehreren Dutzend Milliarden Mark transportiert wurden, im Gegensatz zu den britischen und amerikanischen Handelsschiffen weitgehend ungeschützt. Eine der politischen Hauptaufgaben Bülows war es, dafür Sorge zu tragen, dass der von Wilhelm II. forcierte Bau von Kriegsschiffen reibungslos vorangetrieben werden konnte und nicht von den im Handel konkurrierenden Imperialmächten behindert oder unterbunden wurde. Durch den Erwerb überseeischer Besitzungen sollten der Flotte Stützpunkte mit geschützten Häfen an den Weltmeeren gesichert werden. Ein wichtiges Ziel von Bülows war der Bau von Eisenbahnen wie der Bagdadbahn und die Realisierung von Eisenbahn-Projekten in den afrikanischen Kolonien (siehe Liste der deutschen Kolonialbahnen).

#### Außenpolitik

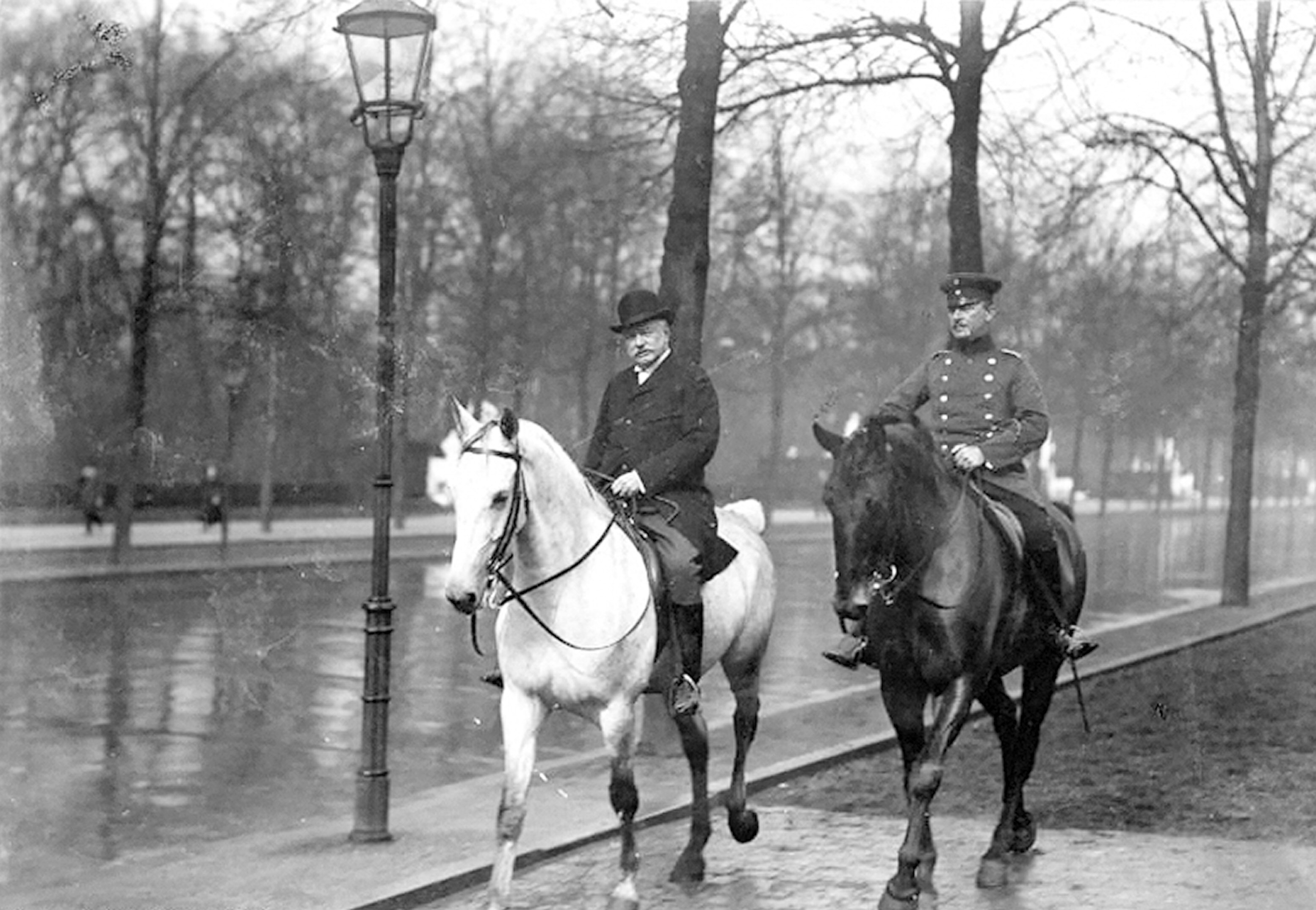
Bernhard Fürst von Bülow (links) im Berliner Tiergarten.

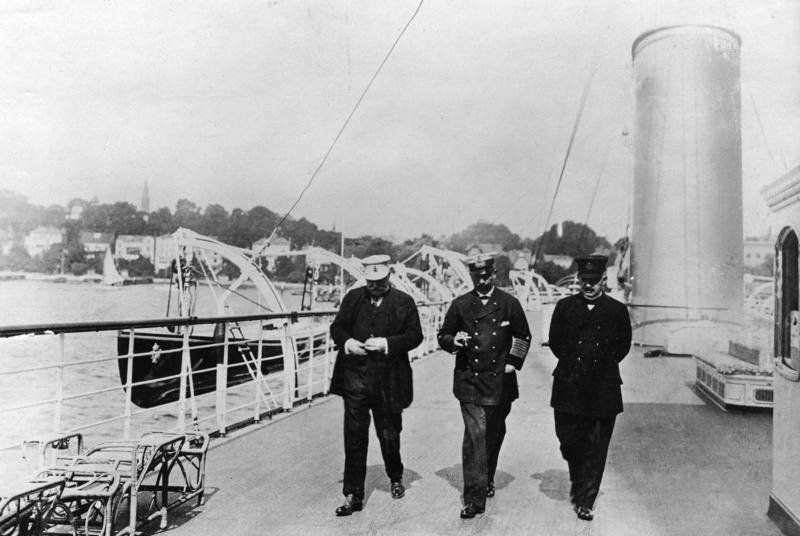
Bernhard von Bülow, Kaiser Wilhelm II. und Rudolf von Valentini (von links nach rechts) an Bord der Hohenzollern in Kiel, 1908

Die von Großbritannien eingeleiteten deutsch-britischen Bündnisgespräche führte er nur zögerlich fort, bis sie 1901 scheiterten. Am 8. Januar 1902 hielt von Bülow im Reichstag seine sogenannte „Granitbeißerrede“ gegen den britischen Kolonialminister Joseph Chamberlain, der das Vorgehen der Briten im Burenkrieg gerechtfertigt hatte, indem er es mit dem Vorgehen der Deutschen im Deutsch-Französischen Krieg verglich. Von da an waren die deutsch-britischen Beziehungen nachhaltig getrübt.
Im Jahr 1904 ereignete sich der Doggerbank-Zwischenfall, bei dem russische Kriegsschiffe versehentlich ein britisches Fischerboot in der Nordsee versenkten. Im Zuge dieses Konfliktes suchte von Bülow die Annäherung an Russland. Tatsächlich erzielte er nur eine Verschärfung des bereits bestehenden Konflikts mit Großbritannien.
Im selben Jahr kam es zur Bildung der Entente zwischen Frankreich und Großbritannien, und 1905/06 erwies sich das Deutsche Reich in der ersten Marokkokrise als isoliert. Obwohl von Bülow diese Entwicklung wesentlich durch seine unkooperative Politik mitverschuldet hatte, bezichtigte er in seiner Reichstagsrede vom 14. November 1906 die Gegner Deutschlands der „Einkreisung“. Dieser Begriff wurde fortan zum oft verwendeten Schlagwort.
Etwa ab Sommer 1907 regte Bülow beim Kaiser an, den Flottenbau zu verlangsamen, um die verstimmten Briten zu besänftigen. Jedoch vermochte er es nicht zu verhindern, dass Wilhelm II. anlässlich einer Begegnung mit dem britischen König Eduard im August 1908 in Friedrichshof ein kategorisches „Nein“ bezüglich einer Reduzierung des Flottenbaus aussprach.
Im Jahr 1908 gab von Bülow hinsichtlich der Probleme auf dem Balkan unmissverständlich zu verstehen, dass für die Haltung des Deutschen Reiches die Interessen Österreich-Ungarns maßgeblich seien. Durch diese in seiner Reichstagsrede vom 29. März 1909 zur bosnischen Annexionskrise demonstrativ zur Schau gestellte und ausdrücklich so bezeichnete „Nibelungentreue“ wurde der deutsche Handlungsspielraum weiter eingeschränkt.

#### Kolonialpolitik
In Bülows Amtszeit fielen auch die Aufstände in Deutsch-Ostafrika und Deutsch-Südwestafrika (Hereroaufstand 1904), die darauf folgende verwaltungsmäßige Neuordnung der Schutzgebiete (Selbstverwaltung, Landgesellschaften), die Diamantenentdeckung, die Einrichtung eines selbständigen Reichsamts für die Kolonialverwaltung und die damit verbundenen politischen Kämpfe, die 1907 zur Auflösung und zur Neuwahl des Reichstags führten. Er wandte sich gegen den Völkermord an den Herero, der „allen Prinzipien des Christentums und der Menschlichkeit“ widerspreche, wirtschaftlichen Schaden verursache und dem internationalen Ansehen schade.

#### Innenpolitik
Die deutsche Innenpolitik zu Beginn des neuen Jahrhunderts war eine Zeit des Wandels und der Spannung. Das sogenannte Persönliche Regiment Wilhelms II. besonders ab 1897, die Hochindustrialisierung und die Arbeiterbewegung führten zu einem komplexen politischen und sozialen Umfeld. Die Reichsregierung versuchte, den politischen Einfluss der Sozialdemokratie zu begrenzen, gleichzeitig aber auch soziale Reformen durchzuführen. Die Rolle des Reichstages war zwar bedeutend geworden, aber das System blieb weiterhin stark durch die Monarchie geprägt. Um die Jahrhundertwende wurden sowohl die Renten- wie auch die Unfallversicherung umfassend novelliert. 1903 entstand das Kinderschutzgesetz.
Bereits 1902 hatte der Reichskanzler in der Affäre um die Swinemünder Depesche einen Skandal des Kaisers nicht verhindern können. Ab 1907 wurde Bernhard von Bülow dann wiederum innenpolitisch in die Harden-Eulenburg-Affäre hineingezogen. So verdächtigte im September 1907 Adolf Brand den Reichskanzler intimer Kontakte zum Privatsekretär Max Scheefer. Diese Anschuldigungen wurden von Bernhard von Bülow, Philipp zu Eulenburg und Magnus Hirschfeld im Prozess gegen Brand bestritten und vom Gericht zurückgewiesen. Der Historiker Peter Winzen vertritt in einer 2010 erschienenen Studie die Auffassung, dass es von Bülow selbst gewesen sei, der den Journalisten Maximilian Harden mit belastendem Material gegen Eulenburg versorgt habe. Er habe auf diese Weise seinen früheren Freund Eulenburg, einen Intimus des Kaisers, der bei diesem inzwischen auf eine Ablösung von Bülows hingewirkt habe, ausschalten wollen.

#### Rücktritt
In Zusammenhang mit seinem Verhalten vor und während der so genannten „Daily-Telegraph-Affäre“ ab Oktober 1908 verlor Bernhard von Bülow schließlich das Vertrauen des Kaisers. Diese Zeitung hatte einen den Kaiser kompromittierenden Artikel über das deutsch-britische Verhältnis veröffentlicht, der Gespräche des Kaisers mit dem britischen Obersten Edward Montagu-Stuart-Wortley wiedergab. In Großbritannien wurde das überhebliche Verhalten Wilhelms mit Empörung aufgenommen und das deutsch-britische Verhältnis erreichte einen Tiefpunkt. Auch in Deutschland wurden als Reaktion immer mehr Töne laut, die eine klare verfassungsmäßige Beschränkung der kaiserlichen Befugnisse forderten, und es bahnte sich eine ernste Staatskrise an. Die Parteien im Reichstag stellten sich geschlossen gegen den Kaiser.
Reichskanzler Bülow trug an dem Skandal eine erhebliche Mitschuld, da es seine Aufgabe gewesen wäre, den Text des Interviews vor dessen Veröffentlichung zu überprüfen. Er behauptete, es vor der Weiterleitung an das Auswärtige Amt nicht gelesen zu haben, da es auf dünnem Papier in unleserlicher Handschrift geschrieben gewesen sei. Bereits 1902 hatte sich der Reichskanzler im Zuge der Affäre um die Swinemünder Depesche ähnlich nachlässig verhalten.
Im Reichstag gab er Wilhelm II. jedoch keinerlei Rückendeckung und dieser musste dem großen öffentlichen Druck schließlich nachgeben und versprechen, sich in seinen Äußerungen künftig zu mäßigen. Damit war dem Verhältnis zwischen Kaiser und Kanzler jede Vertrauensbasis entzogen. Am 14. Juli 1909 reichte Bülow seinen Rücktritt ein, nachdem es innerhalb des ihn unterstützenden Parteienblocks (Bülow-Block aus Konservativen und Liberalen) auch noch zu Meinungsverschiedenheiten über den Haushalt und die Reform der Erbschaftsteuer gekommen war und deshalb die von ihm geplante Steuerreform vom Reichstag abgelehnt worden war.

### Nach dem Rücktritt

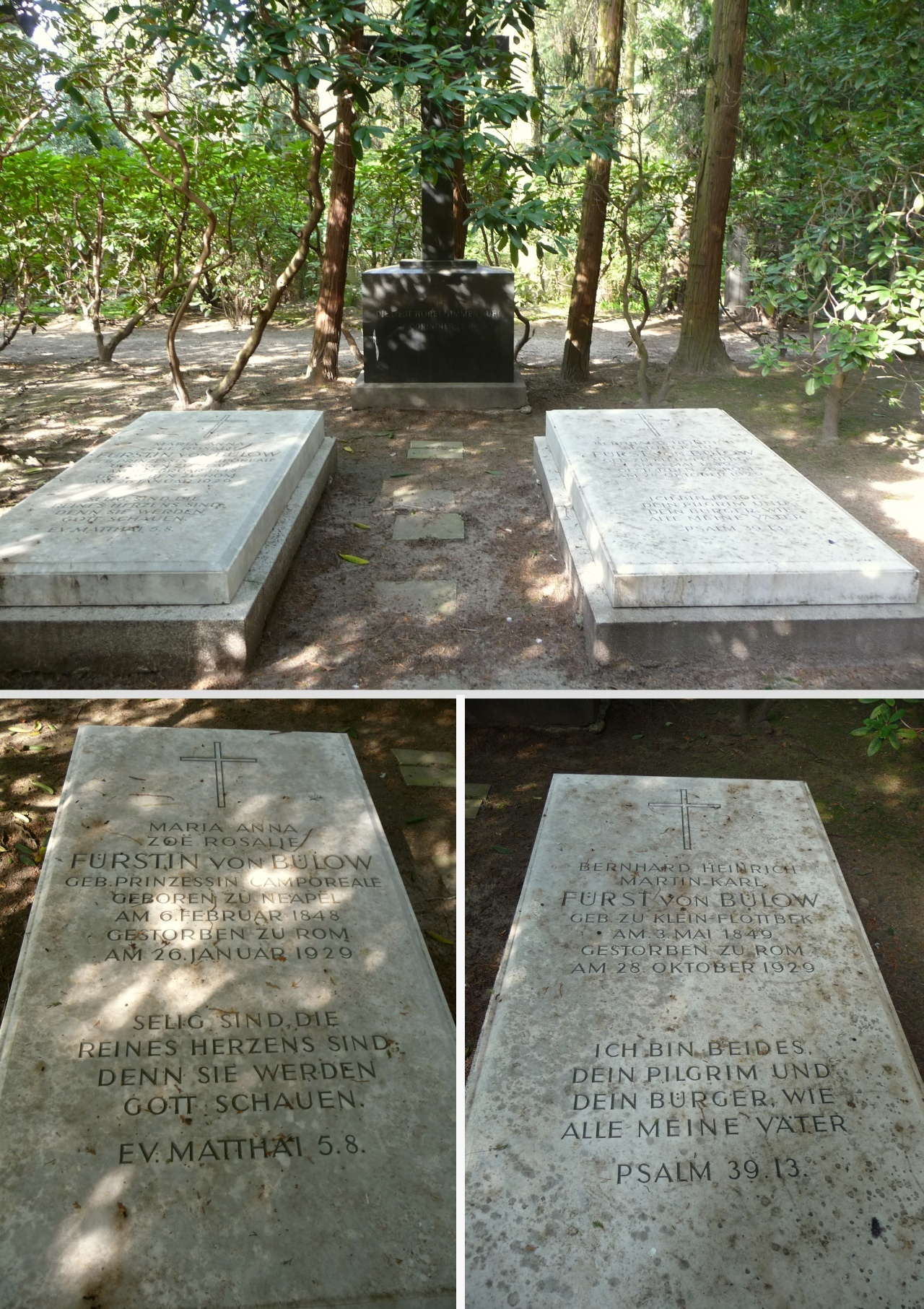
Grab von Bernhard von Bülow (rechts) und seiner Frau Maria (links) auf dem Nienstedtener Friedhof

1909 zog Bülow nach Rom, wo er 1907 die herrschaftliche Villa Malta für seine Zeit nach der Pensionierung gekauft hatte. Dort schrieb er u. a. ein Buch über den sechsten Koalitionskrieg, in dem er auch seine Politik verteidigte. 1914 wurde von Bülow angesichts der sich dramatisch zuspitzenden außenpolitischen Lage Sonderbotschafter in Rom (1914–1915), mit dem Auftrag, Italien zu einem Verbleib im Dreibund zu bewegen. Mit diesem Auftrag wurde Bülow wegen seiner familiären Beziehungen und der Nähe zu führenden Staatsmännern Italiens betraut. Gleichwohl hatte er keinen Erfolg. Hierfür machte er später die Unentschlossenheit und fehlende Weitsicht seines von ihm verachteten Nachfolgers Theobald von Bethmann Hollweg verantwortlich, der ihn nicht ausreichend unterstützt habe. 1917 kam Bülow wiederum als möglicher Nachfolger von Bethmann Hollweg ins Gespräch, wurde aber vom Kaiser nicht in Betracht gezogen. Ebenso wurde Bülow noch 1921 als potentieller Kanzler gehandelt, war aber für die Mehrheit der Bürger und des Reichstags nicht akzeptabel.
Nach Kriegsende kehrte Bülow nach Rom zurück, finanziell unabhängig u. a. durch die auf Lebenszeit ausgesetzte Rente des Ullstein Verlags als Honorar für die Überlassung seiner Denkwürdigkeiten, die der Verlag aber erst nach dem Tode Bülows veröffentlichen durfte.
In Rom verstarben am 26. Januar 1929 seine Frau Maria und Bülow selbst am 28. Oktober 1929. Beide wurden nebeneinander auf dem Nienstedtener Friedhof in Hamburg-Nienstedten beigesetzt (ungefähre Grablage: 53° 33′ 13,1″ N, 9° 50′ 33″ O).
Postum erschienen 1930/31 die vier Bände umfassenden Denkwürdigkeiten. Wegen ihrer teils unverblümten und indiskreten Urteile über Zeitgenossen, insbesondere aber wegen der negativen Charakterisierung Wilhelms II. erregten sie großes Aufsehen und hatten heftige öffentliche Diskussionen zur Folge. Für die Geschichtswissenschaften sind die Denkwürdigkeiten eine wertvolle Quelle; John C. G. Röhl bezieht sich in seiner dreibändigen Biographie Kaiser Wilhelms II. oft darauf.

## Beurteilung
Bülow, der fließend vier Sprachen beherrschte, galt als Gesellschaftslöwe mit großem Charme und bestechender rednerischer Brillanz. Zugleich wurde ihm jedoch Opportunismus nachgesagt, da er einerseits Kaiser Wilhelm II. nie energisch genug widersprochen, ihn andererseits jedoch in Krisenzeiten weitgehend im Stich gelassen habe.
Während seiner Kanzlerschaft war es ihm immerhin gelungen, einen Krieg zu vermeiden; ein halbes Jahrzehnt nach seiner Amtsniederlegung begann jedoch der Erste Weltkrieg (1914–1918), eine Katastrophe, der er laut Peter Winzen mit seiner über die Politik Bismarcks weit hinausgreifenden Weltmachtpolitik Vorschub geleistet hatte.

## Ehrungen
- Ehrenmitglied der Preußischen Akademie der Wissenschaften
- Ehrendoktor der Universitäten Königsberg und Münster
- Domherr des Domstifts Brandenburg
- Ritter des Ordens des Schwarzen Adlers
- Benennung der Bülowallee auf Norderney
- Ritter des Ordens vom Goldenen Vlies
- 1900 wurde Bernhard von Bülow das Großkreuz des Ordens der Württembergischen Krone verliehen.[21]
- Zwischen 1910 und 1933 hieß der heutige Rosa-Luxemburg-Platz in Berlin-Mitte zu seinen Ehren Bülowplatz.[22]

## Schriften
- Deutsche Politik, herausgegeben und eingeleitet von Peter Winzen. Bouvier Verlag, Bonn 1992, ISBN 3-416-80662-X.
- Weg zur politischen Reife, Berlin 1917.
- Denkwürdigkeiten. Hrsg. v. Franz von Stockhammern. Ullstein, Berlin 1930/31:
  - Band 1: Vom Staatssekretariat zur Marokko-Krise. (Digitalisierte Ausgabe unter: urn:nbn:de:s2w-11878)
  - Band 2: Von der Marokko-Krise bis zum Abschied. (Digitalisierte Ausgabe unter: urn:nbn:de:s2w-11897)
  - Band 3: Weltkrieg und Zusammenbruch. (Digitalisierte Ausgabe unter: urn:nbn:de:s2w-11908)
  - Band 4: Jugend- und Diplomatenjahre. (Digitalisierte Ausgabe unter: urn:nbn:de:s2w-11911)
- Deutschland und die Mächte. Dresden 1929.
- Fürst von Bülows Reden. Hrsg. von Wilhelm von Massow. 5 Bände. Leipzig 1910.
- Mit Erlaubnis des Reichskanzlers gesammelt und hrsg. von Johannes Penzler:
  1. Band – 1897–1903, archive.org
  2. Band 2: Fürst Bülows Reden nebst urkundlichen Beiträgen zu seiner Politik – 1903–1906 (Mit Erlaubnis des Reichskanzlers gesammelt und hrsg. von Johannes Penzler [1907]), archive.org

  - Band – 1907–1909, archive.org